# Хандрих, Мелвин Оскар
Мелвин Оскар Хандрих (26 января 1919 — 26 августа 1950) — солдат армии США, участник Корейской войны. Награждён посмертно медалью Почёта за свои действия 25 и 26 августа 1950 года в годе сражения за Пусанский периметр. Погребён накладбище Литл-Уолф в Манаве, округ Уопака, штат Висконсин.
Хандрих вступил в армию в августе 1942 года. Принял участие в кампании на Алеутских островах, участвовал в захвате острова Кыска. Затем получив парашютную подготовку он отправился в Европу и принял участие в боях в Италии, Франции, Бельгии и Германии. Получил медаль «Пурпурное сердце» с двумя дубовыми листьями и боевую ленточку пехотинца. В сентябре 1945 был уволен из рядов армии. Снова вступил в январе 1949 года и был в марте того же года отправлен на Дальний Восток. Медаль была вручена семье Хандриха генералом Омаром Брэдли на церемонии в Пентагоне 21 июня 1951 года.
4 августа 1969 года в честь Хандриха был назван комплекс зданий 83-го артиллерийского батальона в Аньян-ни.

## Наградная запись
Общие приказы: департамент армии, общие приказы № 60 (2 августа 1951)
Дата боя: 25 августа 1950
Служба: армия
Ранг: мастер-сержант
Рота: рота С
Полк: боевая команда пятого пехотного полка
Дивизия: 1-я кавалерийская дивизия

Президент Соединённых штатов Америки от имени Конгресса берёт на себя честь наградить медалью Почёта (посмертно) мастера-сержанта Мелвина Оскара Хандриха (ASN: 36258213), армия США за выдающуюся храбрость и отвагу проявленные при выполнении долга службы и за его пределами во время службы в роте С боевой команды 5-го пехотного полка первой кавалерийской дивизии в бою против вражеских сил агрессора у горы Собук-сан, Корея 25 и 26 августа 1950 года. Рота мастера-сержанта Хандриха отражала [атаку отряда] примерно из 150 [солдат] противника, угрожавшего захватить позицию. Около полуночи 25 августа группа противника численностью свыше 100 человек попыталась просочиться сквозь периметр роты. Несмотря на плотный вражеский огонь, мастер-сержант Хандрих добровольно покинул сравнительно безопасную зону обороны и перебрался на передовую позицию откуда он мог наводить миномётный и артиллерийский огонь против наступающего неприятеля. На этом посту он оставался в течение восьми часов наводя огонь на противника, который часто оказывался в пределах 50 футов от его позиции. Наутро 26 августа другой сильный вражеский отряд попытался захватить позицию роты. Мастер-сержант Хандрих полным пренебрежением к собственной безопасности вскочил на ноги и со своей открытой позиции открыл огонь из винтовки и наводил миномётный и артиллерийский огонь по атакующим. В ключевой момент боя он увидел, что его рота собирается отступать. Рискуя жизнью он пробрался через простреливаемую местность к оборонительной зоне и там подав личный пример и показав себя сильным лидером снова организовал людей для продолжения боя. В ходе боя мастер-сержант Хандрих получил серьёзное ранение. Отказавшись уйти в укрытие и от эвакуации он вернулся на свою передовую позицию и продолжал управлять огнём роты. Позднее противник пошёл в намеренную атаку и захватил позицию мастера-сержанта Хандриха. Он получил смертельное ранение. Когда позиция был отвоёвана обратно было найдено свыше 70 трупов вражеских солдат в районе, который он с такой отвагой оборонял. Непоколебимая личная храбрость мастера-сержанта Хандриха, непревзойдённое мужество и благородное самопожертвование принесли невыразимую славу ему и героическим традициям военной службы.
Оригинальный текст (англ.)
The President of the United States of America, in the name of Congress, takes pride in presenting the Medal of Honor (Posthumously) to Master Sergeant Melvin Oscar Handrich (ASN: 36258213), United States Army, for conspicuous gallantry and intrepidity above and beyond the call of duty while serving with Company C, 5th Infantry Regimental Combat Team, 1st Cavalry Division, in action against enemy aggressor forces at Sobuk San Mountain, Korea, on 25 and 26 August 1950. Master Sergeant Handrich's company was engaged in repulsing an estimated 150 enemy who were threatening to overrun its position. Near midnight on 25 August, a hostile group over 100 strong attempted to infiltrate the company perimeter. Master Sergeant Handrich, despite the heavy enemy fire, voluntarily left the comparative safety of the defensive area and moved to a forward position where he could direct mortar and artillery fire upon the advancing enemy. He remained at this post for eight hours directing fire against the enemy who often approached to within 50 feet of his position. Again, on the morning of 26 August, another strong hostile force made an attempt to overrun the company's position. With complete disregard for his safety, Master Sergeant Handrich rose to his feet and from this exposed position fired his rifle and directed mortar and artillery fire on the attackers. At the peak of this action he observed elements of his company preparing to withdraw. He perilously made his way across fire-swept terrain to the defense area where, by example and forceful leadership, he reorganized the men to continue the fight. During the action Master Sergeant Handrich was severely wounded. Refusing to take cover or be evacuated, he returned to his forward position and continued to direct the company's fire. Later a determined enemy attack overran Master Sergeant Handrich's position and he was mortally wounded. When the position was retaken, over 70 enemy dead were counted in the area he had so intrepidly defended. Master Sergeant Handrich's sustained personal bravery, consummate courage, and gallant self-sacrifice reflect untold glory upon himself and the heroic traditions of the military service.— 